# فرودگاه ووادیسواف ریمونت ووچ
فرودگاه وُوادیسواف ریمونت ووچ (به انگلیسی: Łódź Władysław Reymont Airport) (به زبان بومی: Port Lotniczy Łódź im. Władysława Reymonta) یک فرودگاه همگانی مسافربری با کد یاتا LCJ است که یک باند فرود آسفالت دارد و طول باند آن ۲۵۰۰ متر است. این فرودگاه در شهر ووج کشور لهستان قرار دارد و در ارتفاع ۱۸۵ متری از سطح دریا واقع شده است.

## شرکت‌های هواپیمایی و مقصدهای پروازی
| شرکت‌های هواپیمایی | مقصدهای پروازی                     |
| ----------------- | ---------------------------------- |
| رایان‌ایر          | دوبلین، ایست میدلند، استانستد لندن |